# 아이슬란드어의 날
아이슬란드어의 날(아이슬란드어: dagur íslenskrar tungu 다귀르 이슬렌스크라르 튕귀, 아이슬란드 말의 날)은 아이슬란드의 국가기념일로 11월 16일이다. 아이슬란드의 시인이자 작가인 요나스 하틀그림손(Jónas Hallgrímsson)의 생일에 맞춰 제정되었다. 아이슬란드 교육부는 요나스 하틀그림손상을 제정하여 아이슬란드어에 특별히 공헌한 사람에게 수여한다.